# 돈바라정
돈바라정(頓原町)은 시마네현 내륙부에 있던 정이며 이시군에 속했다.

## 역사
- 1889년 4월 1일 - 정촌제 시행과 함께 합병전의 정역인 돈바라촌이 성립하였다.
- 1949년 4월 29일 - 정으로 승격해 돈바라정이 되었다.
- 2005년 1월 1일 - 아카기촌과 합병해 이난정이 성립하였다. 동일 돈바라정은 폐지되었다.

## 교통

### 도로
- 국도 제54호선
- 국도 제184호선